# Magarčić
Koordinati:   44°07′43″N, 14°55′39″E
Magarčić je majhen nenaseljen otoček v Jadranskem morju in pripada Hrvaški.
Magarčič leži blizu rta Dumboka ob vzhodni obali Dugega otoka. Najbližja naselja na Dugem otoku sta Dragove in Božava, od katere je oddaljen okoli 2 km. Otoček ima površino 0,055 km². Dolžina obalnega pasu je 0,88 km. Najvišji vrh je visok 29 mnm